# Meripilus sumstinei
Polypore géant
Espèce
Meripilus sumstinei, aussi connu sous le nom de polypore géant est une espèce de champignon de la famille Meripilaceae.

## Description
Ce champignon est un parasite des feuillus et notamment des chênes vivants. Il est saprobie sur le bois mort des feuillus et y provoque une pourriture blanche. Il croît sous forme de grappes sur les troncs principalement de juillet à fin novembre,.
Ce champignon est composé de plusieurs chapeaux qui partagent une même base ramifère en forme tige. Chaque chapeau a une taille allant de 5 cm à 20 cm et se présente sous le forme d'éventail. Il peut atteindre plus de 30 cm de diamètre. La couleur de ce champignon est essentiellement liée à celle de ses chapeaux et est blanchâtre et généralement striée de manière radiale. Elle peut devenir brunâtre avec l'âge et la marge, fine, de son chapeau devient souvent noire.
La surface des pores est elle aussi blanchâtre et brunissant avec l'âge. Ils peuvent être bleus brun foncé à noirs lorsqu'ils sont frais. ils y a environ 6 à 8 pores ronds à angulaires par mm et ces tubes ont une profondeur allant jusqu'à 8 mm.
La tige, décentrée le plus souvent, est dure et courte mais avec une épaisseur pouvant aller jusqu'à 11 cm, de couleur blanchâtre et qui devient brune à noirâtre avec l'âge.
Le chair des chapeaux est ferme et un peu filandreuse. Elle est de couleur blanche,.
Les spores sont rondes à ovales avec un diamètre de 4 µm à 5,5 µm. Elles sont lisses, subglobuleuses et elle ne changent pas de couleur contrairement aux spores amyloïdes. Elles disposent d'un apicule distinct. Des cystidioles fusoïdes sont présentes mais non saillantes. Le système hyphal est monomitique.
Cette espèce se distingue de Meripilus applanatus par ses spores plus grandes et moins globuleuses.

## Taxonomie
Le nom correct complet (avec auteur) de ce taxon est Meripilus sumstinei (Murrill) M.J.Larsen & Lombard.
L'espèce a été initialement classée dans le genre Grifola sous le basionyme Grifola sumstinei Murrill.
Cette espèce est souvent nommée Meripilus giganteus par les guides nord-américains, mais ce nom fait référence à une espèce qui est strictement européenne et appelée aussi en France le Polypore géant. Le nom vernaculaire anglais Black-staining polypore signifie «polypore noircissant». 
Meripilus sumstinei a pour synonymes :
- Grifola sumstinei Murrill
- Polypilus sumstinei (Murrill) Bondartsev & Singer
- Polyporus sumstinei (Murrill) Sacc. & D.Sacc.

### Étymologie
L'étymologie de l'épithète spécifique de M. sumstinei vient du nom de David Ross Sumstine (1870-1965), un administrateur d'école publique de Pennsylvanie, ministre du culte luthérien, et mycologue amateur.

## Distribution
Il est très présent à l'est des montagnes rocheuses.